# Ophiothrix suensoni
Ophiothrix suensoni is een slangster uit de familie Ophiotrichidae.
De wetenschappelijke naam van de soort werd in 1856 gepubliceerd door Christian Frederik Lütken.